# Gryposaurus
Gryposaurus (gr. "lagarto de pico curvo") es un género con 3, posiblemente 4, especies conocidas de dinosaurios ornitópodos, hadrosáuridos,  que vivió a finales del periodo Cretácico hace aproximadamente entre 85 y 66 millones de años, entre el Santoniense y el Maastrichtiense, en lo que hoy es Norteamérica. La especie tipo es Gryposaurus notabilis de la Formación Dinosaur Park de Alberta, Canadá, del Campaniense tardío, la segunda especie nombrada fue Gryposaurus latidens de la Formación Dos Medicina del Santoniense de Montana, EE. UU., la tercera especie considerada válida es Gryposaurus monumentensis de la Formación Kaiparowits en Utah, EE. UU. también del Campaniense. Por último la especie Gryposaurus alsatei de la Formación Javelina en Texas EE. UU., que data del Maastrichtiense tardío, siendo considerada dudosa.
Gryposaurus es similar a Kritosaurus y durante muchos años se pensó que los dos eran sinónimos. Se conoce a partir de numerosos cráneos, algunos esqueletos e incluso algunas impresiones de la piel que muestran que tenían escamas piramidales que se proyectan a lo largo de la línea media de la espalda. Se distingue más fácilmente de otros dinosaurios de pico de pato por su gancho nasal de arco estrecho, que a veces se describe como similar a la " nariz romana " y que puede haber sido utilizada para la identificación de especies o sexual y combate con individuos de la misma especie. especies. Fue un gran herbívoro que podía avanzar de forma bípeda como cuadrúpeda de alrededor de 9 metros de largo, que preferiría vivir junto a los ríos.

## Descripción
Gryposaurus era un hadrosaúrido de tamaño y forma típicos, medía aproximadamente 9 metros de largo y 4 de alto. De las cuatro especies conocidas la más robusta es G. monumentensis que puede haber llegado a los 10 metros.  Uno de los mejores ejemplares de este género, el tipo casi completo de Kritosaurus incurvimanus, ahora considerado como un sinónimo de Gryposaurus notabilis, provino de un animal de aproximadamente 8,2 metros de largo. Este espécimen también tiene el mejor ejemplo de impresiones de piel para Gryposaurus , mostrando que este dinosaurio ha tenido varios tipos diferentes de escamación, piramidal, acanalada, escudos como lapa de más de 3,8 centímetros de largo en el flanco y la cola. Escamas poligonales uniformes en el cuello y los costados del cuerpo; y estructuras piramidales, aplanadas de lado a lado, con lados estriados, más largos que altos y que se encuentran a lo largo de la parte superior de la espalda en una sola fila de la línea media..

Tamaño de Gryposaurus monumentensis.

Las tres especies nombradas de Gryposaurus difieren en los detalles del cráneo y la mandíbula inferior. El arco nasal prominente que se encuentra en este género se forma a partir de los huesos nasales pareados . En vista de perfil, se elevan en una joroba redondeada delante de los ojos, alcanzando una altura tan alta como el punto más alto de la parte posterior del cráneo.  El esqueleto es conocido con gran detalle, por lo que es un punto de referencia útil para otros esqueletos de pico de pato. Por detrás de este poseía una gran cantidad de dientes que usaba para moler su alimento. Gryposaurus exhiben uno de los mayores números de dientes entre los dinosaurios, presentando unos 300 activos y en total cerca de 800 si se cuentan los de reemplazo. Esta característica, sumada a la articulación de la mandíbulas, les permitía masticar una amplia variedad de plantas. El típico arco nasal del Gryposaurus, del que se cree que sostuvo una bolsa de piel la cual podía llenar de aire para hacerla sonar, tuvo una función social de comunicación dentro de la manada y también se especula que los machos en época de apareamiento se exhibían subiendo el tono del color, aumentando así su irrigación.

## Descubrimiento e investigación

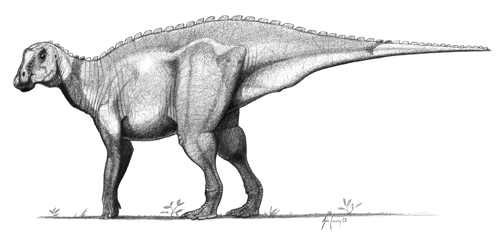
Ilustración de un Gryposaurus notabilis.

Gryposaurus está basado en el ejemplar NMC 2278,  encontrado en 1913 por George F. Sternberg en la Formación Dinosaur Park  en  el Río Red Deer. Este espécimen fue descrito por Lawrence Lambe, donde le llamó la atención el arco nasal. Algunos años antes Barnum Brown recolectó un espécimen al que llamó Kritosaurus, al que reconstruyó con un hocico plano, similar al del hoy conocido como Edmontosaurus  al faltarle el hocico que se perdió por la erosión  y creía que algunas piezas inusuales eran evidencia de compresión. Cuando Lambe realizó la descripción del Gryposaurus con el arco nasal, el ejemplar fue redescrito con este. Debido a esto  Brown y Gilmore propusieron que ambos géneros sean unidos, cosa que no fue muy aceptada en su época. Igualmente Parks nombró un esqueleto completo de la formación Dinosaur Park como Kritosaurus incurvimanus, no como Gryposaurus incurvimanus aunque dejó a Gryposaurus notabilis en su propio género, pero no poseía la parte frontal del cráneo. La comparación directa entre Kritosaurus incurvimanus y Gryposaurus notabilis se ve obstaculizada por el hecho de que la muestra tipo de K. incurvimanus carece de la parte frontal del cráneo, por lo que no se puede ver la forma completa del arco nasal. La publicación de 1942 de la influyente monografía de Lull y Wright sobre los hadrosáuridos selló la cuestión de la sinonimia entre  Kritosaurus y Gryposaurus por casi cincuenta años a favor de Kritosaurus. Sin embargo, las revisiones que comenzaron en la década de 1990 pusieron en tela de juicio la identidad de Kritosaurus navajovius, que tiene material limitado para comparación con otros picos de pato. Por lo tanto, Gryposaurus se ha vuelto a separar, al menos temporalmente, de Kritosaurus.
La cosa se hace más confusa si se tiene en cuenta que Horner, incluye a Hadrosaurus en la discusión como sinónimo de Gryposaurus o Kritosaurus, o de ambos. En muchos libros de divulgación de los 70 y 80 aparece el espécimen canadiense de Kritosaurus montado como un esqueleto de Hadrosaurus. Además  Horner en 1979 llamó a un esqueleto con cabeza de Bearpaw Shale,  Montana como Hadrosaurus notabilis pero en 1990 él lo cambia de posición a Gryposaurus.  El diferencia a Hadrosaurus, conocido por material muy fragmentado y Gryposaurus por el húmero e ilion.

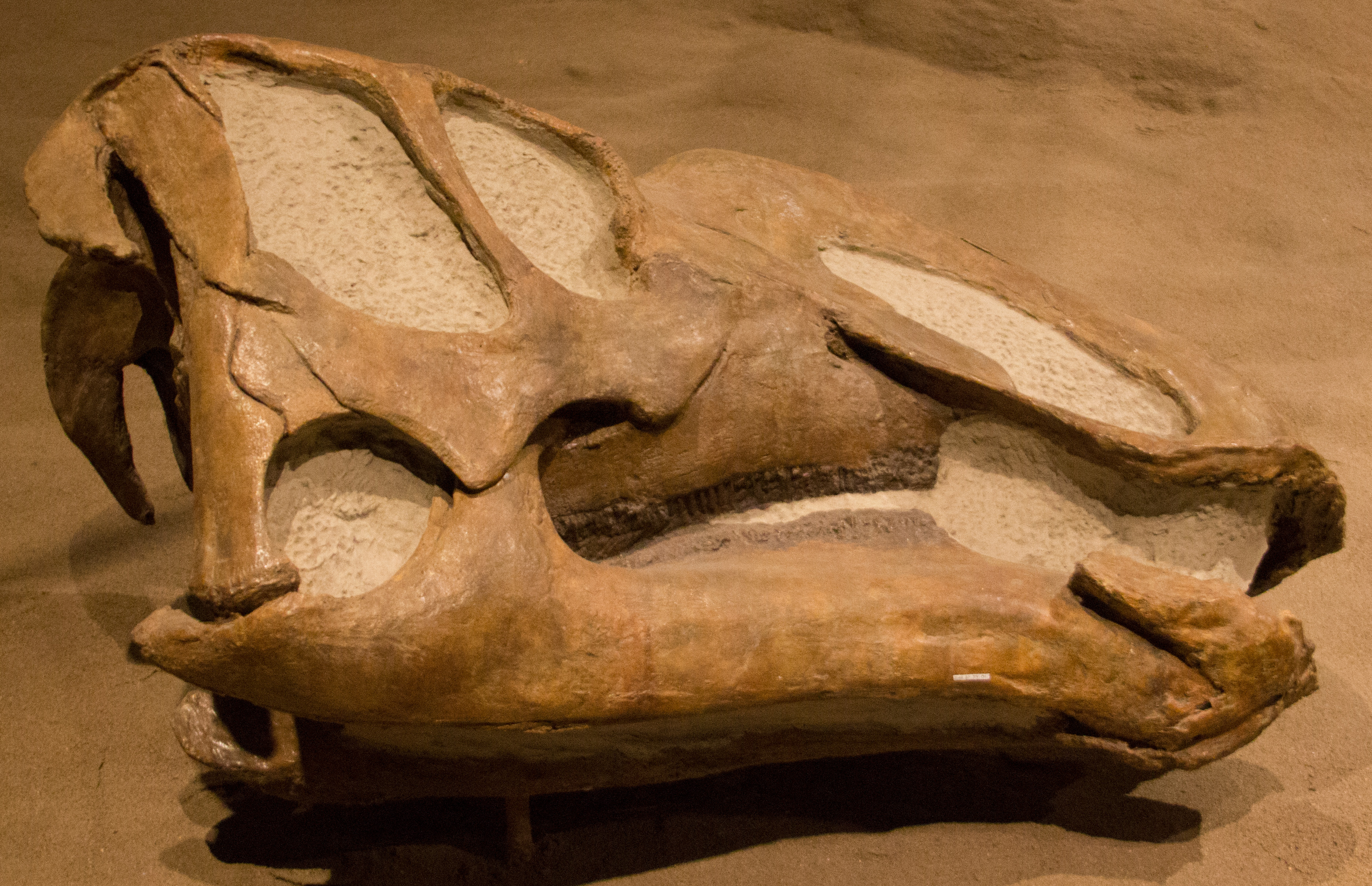
Cráneo, Museo Tyrrell.

Posteriores excavaciones descubrieron, G. latidens, de las rocas apenas más antiguas de Montana que las de la clásica procedencia del Gryposaurus en Alberta. Basados en dos esqueletos parciales excavados en 1916 por el Museo americano de Historia Natural, G. latidens es conocida de una cama de huesos,  Horner, que describió los especímenes, dijo que es el menos derivada de las especies.
Un nuevo material de la  Formación Kaiparowits en Utah, del Grand Staircase-Escalante National Monument,  que  incluye cráneo y esqueleto parcial, es llamado G. monumentensis. La cabeza es más robusta que en las otras especies, y el  predentario se halla alargado por el margen superior, donde la mandíbula inferior se contacta. Esta nueva especie expande el área de distribución de la especie. Múltiples especímenes encontrados son mayores que los ejemplares más norteños.

### Especies
A partir de 2016 hay tres especies nombradas que se reconocen como válidas, G. notabilis, G. latidens y G. monumentensis. La especie tipo G. notabilis es del Campaniense tardío en el Cretácico superior de la Formación Dinosaur Park de Alberta, Canadá. Ahora se piensa que otra especie de la misma formación, Kritosaurus incurvimanus, también conocida como Gryposaurus incurvimanus, es un sinónimo de G. notabilis. Los dos habían sido diferenciados por el tamaño del arco nasal, más grande y más cercano a los ojos en G. notabilis y la forma de la parte superior del brazo, más larga y más robusta en K. incurvimanus. Diez cráneos completos y doce cráneos fragmentarias son conocidos de G. notabilis junto con material postcraneal, así como con dos esqueletos con cráneos que habían sido asignados a K. incurvimanus.

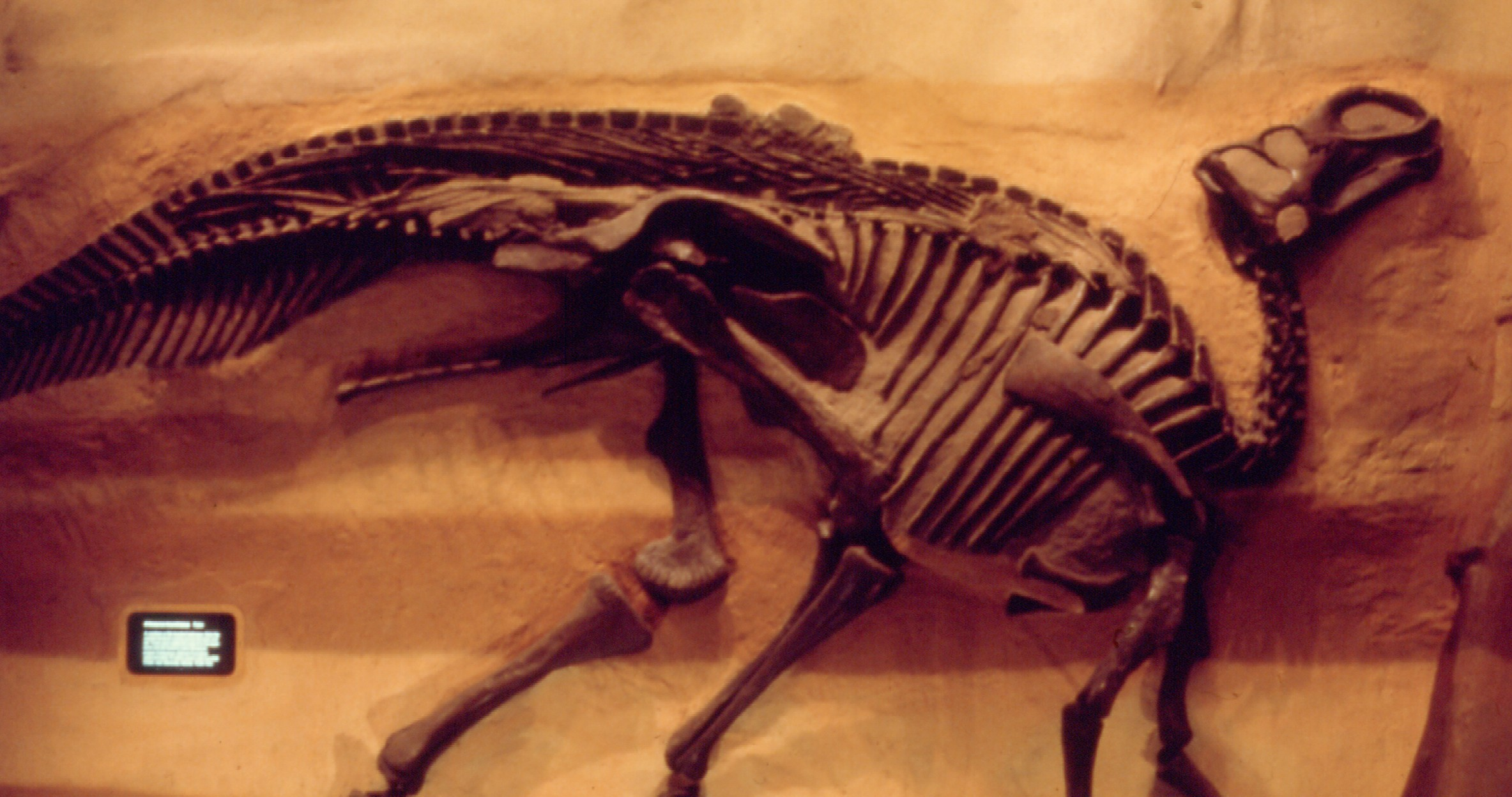
G. notabilis (anteriormente G. incurvimanus), colectado en 1918.

G. latidens , del Santoniense, en la formación Formación Dos Medicinas del condado de Pondera, Montana, EE. UU., Se conoce a partir de cráneos parciales y esqueletos de varios individuos. Su arco nasal es prominente como el de G. notabilis, pero más hacia adelante en el hocico, y sus dientes son menos derivados , reflejando características de iguanodontidas. El nombre informal "Hadrosauravus" es un nombre antiguo, no utilizado para esta especie.
G. monumentensis es conocido por un cráneo y un esqueleto parcial de Utah. G. monumentensis ocupó el segundo lugar en la lista de las 10 mejores especies nuevas en 2008 por el Instituto Internacional para la Exploración de Especies. Recientemente, una posible cuarta especie de Gryposaurus, G. alsatei, fue desenterrada en la Formación Javelina, que data del Maastrichtiense tardío , junto con una especie sin nombre de Kritosaurus y una saurolofino no descrita que se parece mucho a Saurolophus, pero con una cresta más sólida. 
El dudoso hadrosáurido Stephanosaurus marginatus fue considerado una posible especie de Kritosaurus , siguiendo la sinonimia de Gryposaurus con Kritosaurus. Sin embargo, esta sinonimia fue rechazada en la edición de 2004 de la Dinosauria, con Stephanosaurus siendo tabulado como dudoso. El dinosaurio dudoso de Alberta originalmente llamado Trachodon (Pteropelyx) marginatus por Lambe en 1902, que fuera incluido en Kritosaurus, debería ser incluido en G. notabilis pero todavía no ha sido informado correctamente.

## Clasificación

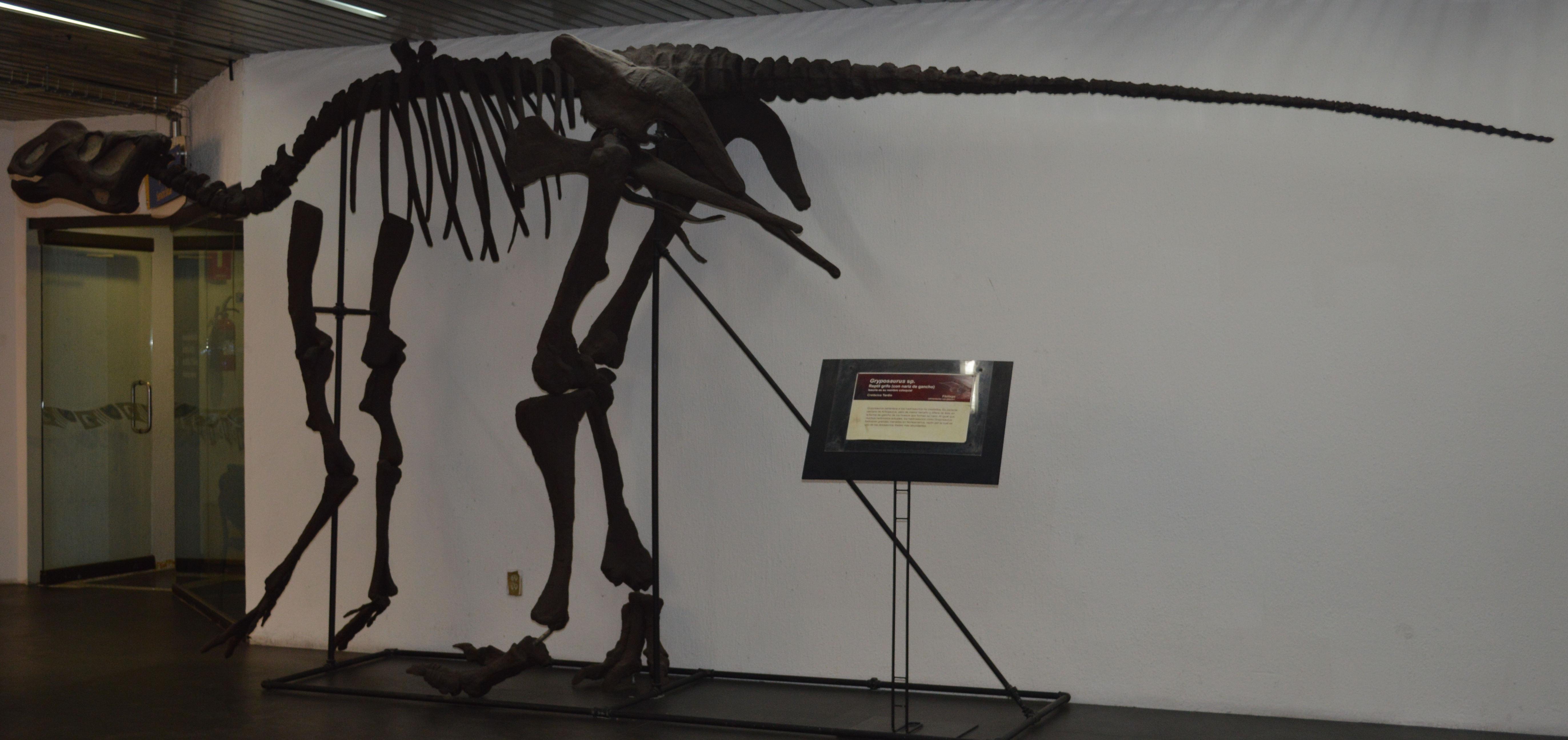
Ejemplar en el museo Universum en la Ciudad de México

Gryposaurus es un hadrosáurido saurolofino, hadrosaurino de referencias más antiguas, un miembro de la subfamilia de pico de pato sin crestas de cabeza hueca. En general el término "Griposaurio" es usado para describir a los pico de pato con narices arqueadas, como el anteriormente llamado Kritosaurus australis de Argentina y a Tethyshadros, procedente de Trieste, Italia. Se pensó una vez que Tethyshadros también formaba parte de este género, antes de que fuera descrito, entonces conocido bajo el apodo de "Antonio". La subfamilia Gryposaurinae, fue propuesta por Jack Horner en su gran revisión de los hadrosáuridos donde eleva a Hadrosaurinae al estatus de familia, pero no está en uso. Un equivalente aproximado es Kritosaurini , como lo usa Alberto Prieto-Márquez. Entre los dinosaurios con los que se encuentra más cercano está el Kritosaurus. Entre ambos se diferencian por la localización, Alberta y Montana para Gryposaurus, Nuevo México para Kritosaurus y en la edad, Kritosaurus proviene de rocas levemente más jóvenes que Gryposaurus. Aparte, la calavera de Kritosaurus no es completamente conocida, faltándole la mayoría de los huesos del rostro pero es muy similar a la del Gryposaurus.

### Filogenia

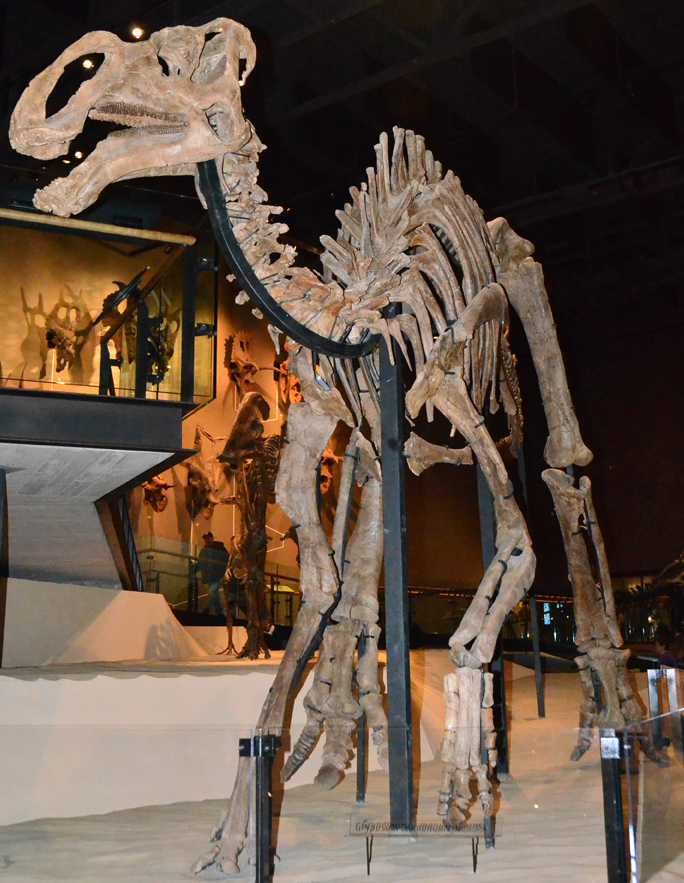
Esqueleto de G. monumentensis en el Museo de Historia Natural de Utah.

El siguiente es un cladograma basado en el análisis filogenético realizado por Prieto-Márquez y Wagner en 2012, que muestra las relaciones de Gryposaurus entre las otras kritosaurinos
|  | Gryposaurus latidens                                                                |
|  |                                                                                     |
|  | \| \| Gryposaurus notabilis \| \| \| \| \| \| Gryposaurus monumentensis \| \| \| \| |
|  |                                                                                     |
|  | Gryposaurus notabilis                                                               |
|  |                                                                                     |
|  | Gryposaurus monumentensis                                                           |
|  |                                                                                     |

|  | Gryposaurus notabilis     |
|  |                           |
|  | Gryposaurus monumentensis |
|  |                           |

|  | Especie de Big Bend sin nombre                                |
|  |                                                               |
|  | \| \| Secernosaurus \| \| \| \| \| \| Willinakaqe \| \| \| \| |
|  |                                                               |
|  | Secernosaurus                                                 |
|  |                                                               |
|  | Willinakaqe                                                   |
|  |                                                               |

|  | Secernosaurus |
|  |               |
|  | Willinakaqe   |
|  |               |

|  | Gryposaurus latidens                                                                |
|  |                                                                                     |
|  | \| \| Gryposaurus notabilis \| \| \| \| \| \| Gryposaurus monumentensis \| \| \| \| |
|  |                                                                                     |
|  | Gryposaurus notabilis                                                               |
|  |                                                                                     |
|  | Gryposaurus monumentensis                                                           |
|  |                                                                                     |

|  | Gryposaurus notabilis     |
|  |                           |
|  | Gryposaurus monumentensis |
|  |                           |

|  | Especie de Big Bend sin nombre                                |
|  |                                                               |
|  | \| \| Secernosaurus \| \| \| \| \| \| Willinakaqe \| \| \| \| |
|  |                                                               |
|  | Secernosaurus                                                 |
|  |                                                               |
|  | Willinakaqe                                                   |
|  |                                                               |

|  | Secernosaurus |
|  |               |
|  | Willinakaqe   |
|  |               |

|  | Gryposaurus latidens                                                                |
|  |                                                                                     |
|  | \| \| Gryposaurus notabilis \| \| \| \| \| \| Gryposaurus monumentensis \| \| \| \| |
|  |                                                                                     |
|  | Gryposaurus notabilis                                                               |
|  |                                                                                     |
|  | Gryposaurus monumentensis                                                           |
|  |                                                                                     |

|  | Gryposaurus notabilis     |
|  |                           |
|  | Gryposaurus monumentensis |
|  |                           |

|  | Especie de Big Bend sin nombre                                |
|  |                                                               |
|  | \| \| Secernosaurus \| \| \| \| \| \| Willinakaqe \| \| \| \| |
|  |                                                               |
|  | Secernosaurus                                                 |
|  |                                                               |
|  | Willinakaqe                                                   |
|  |                                                               |

|  | Secernosaurus |
|  |               |
|  | Willinakaqe   |
|  |               |

|  | Gryposaurus latidens                                                                |
|  |                                                                                     |
|  | \| \| Gryposaurus notabilis \| \| \| \| \| \| Gryposaurus monumentensis \| \| \| \| |
|  |                                                                                     |
|  | Gryposaurus notabilis                                                               |
|  |                                                                                     |
|  | Gryposaurus monumentensis                                                           |
|  |                                                                                     |

|  | Gryposaurus notabilis     |
|  |                           |
|  | Gryposaurus monumentensis |
|  |                           |

|  | Especie de Big Bend sin nombre                                |
|  |                                                               |
|  | \| \| Secernosaurus \| \| \| \| \| \| Willinakaqe \| \| \| \| |
|  |                                                               |
|  | Secernosaurus                                                 |
|  |                                                               |
|  | Willinakaqe                                                   |
|  |                                                               |

|  | Secernosaurus |
|  |               |
|  | Willinakaqe   |
|  |               |

|  | Gryposaurus latidens                                                                |
|  |                                                                                     |
|  | \| \| Gryposaurus notabilis \| \| \| \| \| \| Gryposaurus monumentensis \| \| \| \| |
|  |                                                                                     |
|  | Gryposaurus notabilis                                                               |
|  |                                                                                     |
|  | Gryposaurus monumentensis                                                           |
|  |                                                                                     |

|  | Gryposaurus notabilis     |
|  |                           |
|  | Gryposaurus monumentensis |
|  |                           |

|  | Especie de Big Bend sin nombre                                |
|  |                                                               |
|  | \| \| Secernosaurus \| \| \| \| \| \| Willinakaqe \| \| \| \| |
|  |                                                               |
|  | Secernosaurus                                                 |
|  |                                                               |
|  | Willinakaqe                                                   |
|  |                                                               |

|  | Secernosaurus |
|  |               |
|  | Willinakaqe   |
|  |               |

|  | Gryposaurus latidens                                                                |
|  |                                                                                     |
|  | \| \| Gryposaurus notabilis \| \| \| \| \| \| Gryposaurus monumentensis \| \| \| \| |
|  |                                                                                     |
|  | Gryposaurus notabilis                                                               |
|  |                                                                                     |
|  | Gryposaurus monumentensis                                                           |
|  |                                                                                     |

|  | Gryposaurus notabilis     |
|  |                           |
|  | Gryposaurus monumentensis |
|  |                           |

|  | Especie de Big Bend sin nombre                                |
|  |                                                               |
|  | \| \| Secernosaurus \| \| \| \| \| \| Willinakaqe \| \| \| \| |
|  |                                                               |
|  | Secernosaurus                                                 |
|  |                                                               |
|  | Willinakaqe                                                   |
|  |                                                               |

|  | Secernosaurus |
|  |               |
|  | Willinakaqe   |
|  |               |

|  | Gryposaurus latidens                                                                |
|  |                                                                                     |
|  | \| \| Gryposaurus notabilis \| \| \| \| \| \| Gryposaurus monumentensis \| \| \| \| |
|  |                                                                                     |
|  | Gryposaurus notabilis                                                               |
|  |                                                                                     |
|  | Gryposaurus monumentensis                                                           |
|  |                                                                                     |

|  | Gryposaurus notabilis     |
|  |                           |
|  | Gryposaurus monumentensis |
|  |                           |

|  | Especie de Big Bend sin nombre                                |
|  |                                                               |
|  | \| \| Secernosaurus \| \| \| \| \| \| Willinakaqe \| \| \| \| |
|  |                                                               |
|  | Secernosaurus                                                 |
|  |                                                               |
|  | Willinakaqe                                                   |
|  |                                                               |

|  | Secernosaurus |
|  |               |
|  | Willinakaqe   |
|  |               |

|  | Gryposaurus latidens                                                                |
|  |                                                                                     |
|  | \| \| Gryposaurus notabilis \| \| \| \| \| \| Gryposaurus monumentensis \| \| \| \| |
|  |                                                                                     |
|  | Gryposaurus notabilis                                                               |
|  |                                                                                     |
|  | Gryposaurus monumentensis                                                           |
|  |                                                                                     |

|  | Gryposaurus notabilis     |
|  |                           |
|  | Gryposaurus monumentensis |
|  |                           |

|  | Especie de Big Bend sin nombre                                |
|  |                                                               |
|  | \| \| Secernosaurus \| \| \| \| \| \| Willinakaqe \| \| \| \| |
|  |                                                               |
|  | Secernosaurus                                                 |
|  |                                                               |
|  | Willinakaqe                                                   |
|  |                                                               |

|  | Secernosaurus |
|  |               |
|  | Willinakaqe   |
|  |               |

## Paleobiología
Como hadrosáurido, Gryposaurus habría sido un herbívoro que podía andar en dos o cuatro patas, que comía una variedad de plantas. Su cráneo tenía articulaciones especiales que permitían un movimiento abrasivo análogo al de masticar y sus dientes se reemplazaban y empaquetaban continuamente en baterías dentales que contenían cientos de dientes, solo un puñado relativo de los cuales estaban en uso al mismo tiempo. El material vegetal habría sido recortado por su ancho pico, y sostenido en las mandíbulas por un órgano similar a una mejilla. Su rango de alimentación se habría extendido desde el suelo hasta unos 4 metros por encima.

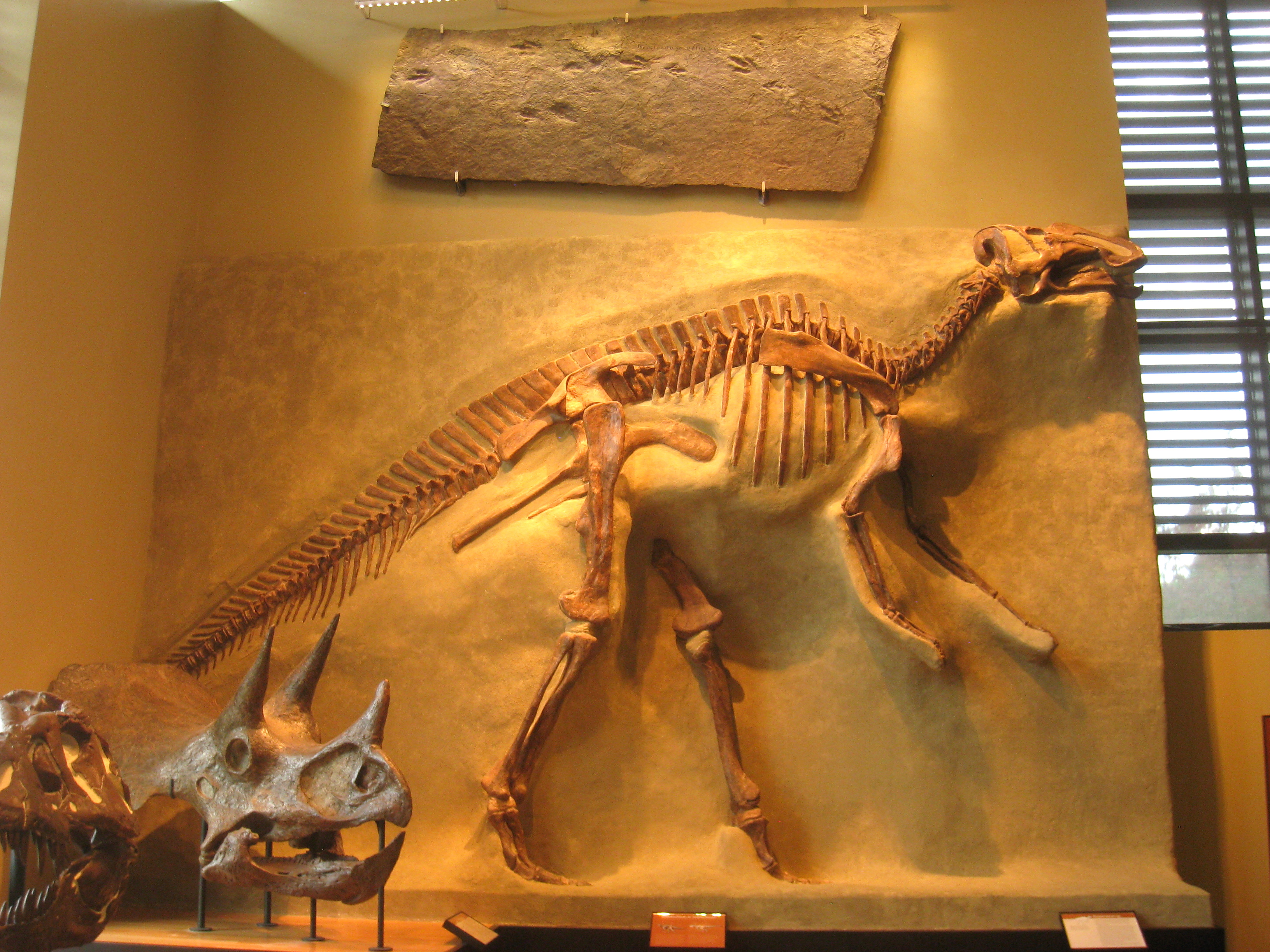
Esqueleto en el Museo de Historia Natural de Amherst College.

Al igual que otros dinosaurios ornitisquios de la Formación Dinosaur Park, el Gryposaurus parece haber existido solo durante una parte del tiempo en que se formaron las rocas. A medida que se establecía la formación, registró un cambio a más condiciones de influencia marina . Gryposaurus está ausente de la parte superior de la formación, con Prosaurolophus presente en su lugar. Otros dinosaurios conocidos a partir de sólo la parte inferior de la formación incluyen el cuernos Centrosaurus y el Corythosaurus. Gryposaurus puede haber elegido una zona junto al río para vivir.

### Arco nasal

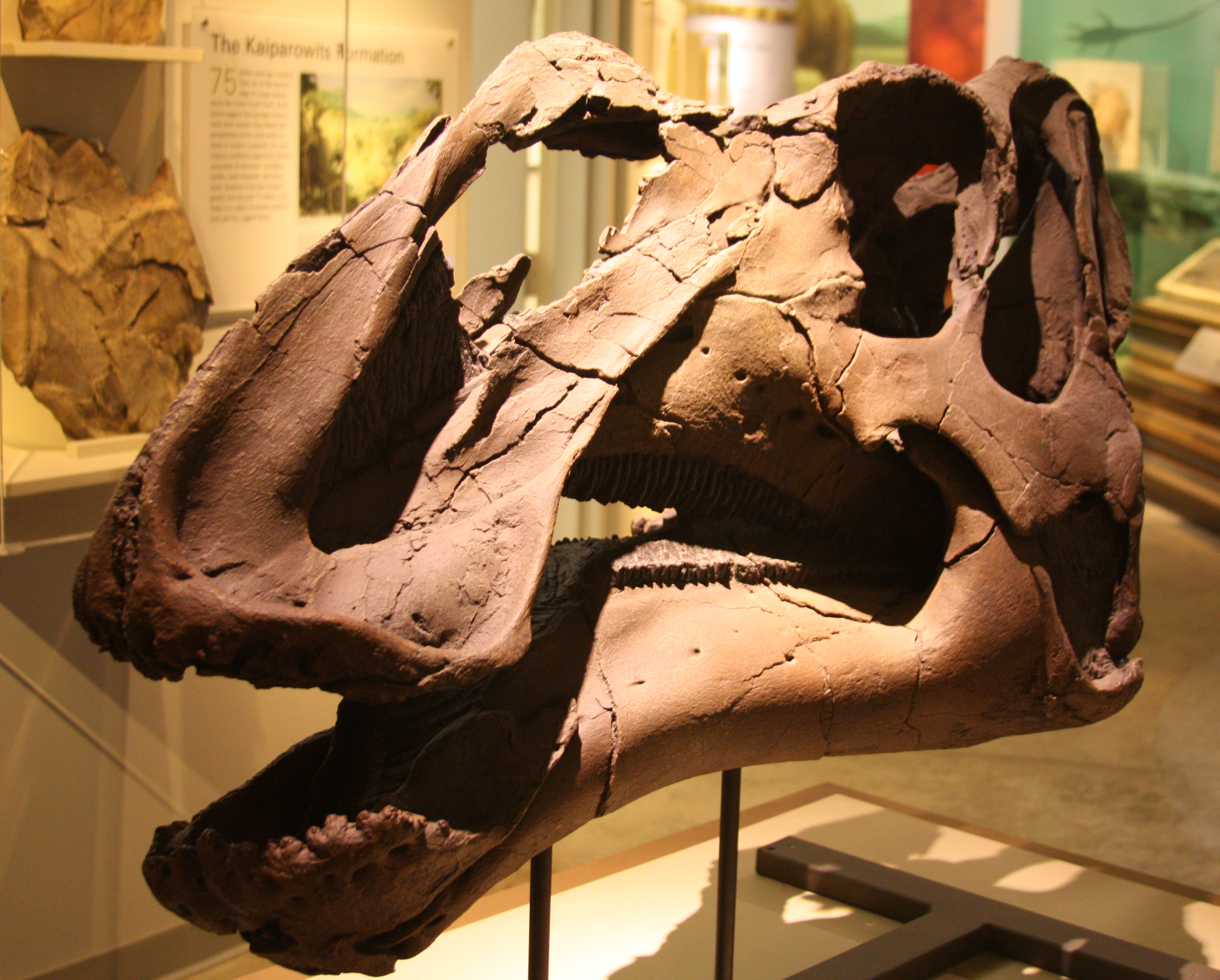
Cráneo de G. monumentensis.

El arco nasal distintivo de Gryposaurus, al igual que otras modificaciones craneales en los picos de pato, puede haber sido utilizado para una variedad de funciones sociales, como la identificación de sexos o especies y la clasificación social. También podría haber funcionado como una herramienta para empujar o golpear en combates sociales, y puede haber habido bolsas de aire inflables que lo flanquean tanto para la señalización visual como auditiva. La parte superior del arco está rugosa en algunos especímenes, lo que sugiere que estaba cubierta por una piel gruesa y queratinizada o que había una extensión cartilaginosa.